# Richard P. Stanley

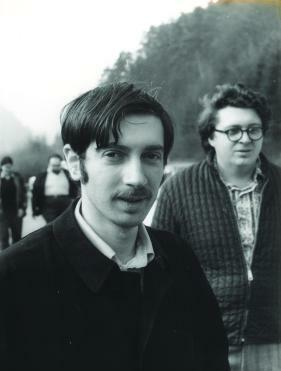
Richard P. Stanley in Oberwolfach, 1973

Richard Peter Stanley (* 23. Juni 1944 in New York City) ist ein US-amerikanischer Mathematiker und ein führender Wissenschaftler auf dem Gebiet der Kombinatorik.

## Leben
Stanley schloss 1962 die Savannah High School ab, studierte am Caltech (Bachelor 1966) und wurde 1971 an der Harvard University bei Gian-Carlo Rota promoviert (Ordered Structures and Partitions. Memoirs of the AMS 1972). Gleichzeitig war er 1965 bis 1969 Wissenschaftler am Jet Propulsion Laboratory in Kalifornien und 1968 bis 1970 Lehrassistent in Harvard. 1970/71 war er Moore-Instructor am Massachusetts Institute of Technology (MIT) und danach bis 1973 Miller Research Fellow an der University of California, Berkeley. 1973 war er Assistenzprofessor am MIT, 1975 Associate Professor und 1979 Professor für angewandte Mathematik am MIT. Ab 2000 ist er dort Norman Levinson Professor of Applied Mathematics. Er hatte Gastprofessuren unter anderem in Stockholm (Mittag-Leffler-Institut und Technische Hochschule), Augsburg, Japan, Berkeley (Mathematical Sciences Research Institute, MSRI), Harvard, Straßburg und San Diego. Seit 2003 war er außerdem Wissenschaftler an der Clay Research Academy.
Stanley beschäftigte sich hauptsächlich mit Kombinatorik und deren Anwendungen, beispielsweise in kommutativer Algebra, Darstellungstheorie und algebraischer Geometrie. Er ist vor allem für Arbeiten über konvexe Polyeder (Notwendigkeit einer Bedingung von Peter McMullen zur Charakterisierung des {\displaystyle f}-Vektors eines simplizialen Polyeders, der die Zahl der Flächen nach der Dimension aufzählt) und enumerative Kombinatorik bekannt, nicht zuletzt durch sein Lehrbuch. Berüchtigt ist eine Übungsaufgabe, die 66 Anwendungen der Catalan-Zahlen in der Kombinatorik behandelt (auf seiner Webseite inzwischen auf über 160 erweitert).
1975 erhielt er den Pólya-Preis der Society for Industrial and Applied Mathematics (SIAM), 2001 den Leroy P. Steele Prize for Mathematical Exposition (für Enumerative Combinatorics) und 2003 den Rolf-Schock-Preis. Für 2022 wurde ihm der Leroy P. Steele Prize for Lifetime Achievement zugesprochen.
1983/84 war er Guggenheim Fellow. Er ist Mitglied der American Academy of Arts and Sciences (seit 1988) und der National Academy of Sciences (seit 1995). Er war Invited Speaker auf dem Internationalen Mathematikerkongress 1983 in Warschau (Combinatorial applications of the hard Lefschetz theorem) und hielt 2006 in Madrid auf dem ICM einen Plenarvortrag (Increasing and Decreasing Subsequences and their Variants). Er ist Fellow der American Mathematical Society. 2007 erhielt er von der University of Waterloo den Ehrendoktortitel.
Er arbeitete 2007 mit Noam Elkies an einem Buch über Schach und Mathematik.

## Schriften
- Enumerative Combinatorics. 2 Bde., 2. Auflage Cambridge University Press 1997 (zuerst Wadsworth and Brooks/Cole 1986), ISBN 0-521-55309-1, ISBN 0-521-56069-1.
- Combinatorics and commutative algebra. Birkhäuser 1983, 2. Auflage 1996
- Hipparch, Plutarch, Schröder and Hough. American Mathematical Monthly, Bd. 104, 1997, S. 344 (über eine Bemerkung bei Plutarch, dass aus 10 elementaren über 1 Million zusammengesetzte Propositionen gebildet werden können)
- Patricia Hersh u. a. (Hrsg.): Selected works of Richard P. Stanley, AMS 2016